# 라욜 (치즈)
라욜(프랑스어: laguiole) 또는 푸름 드 라욜(프랑스어: fourme de Laguiole)은 프랑스 아베롱주에 있는 오브라크 지역의 고원 지대에서 생산하는 치즈이다. 치즈 이름은 오브라크 지역의 장이 서는 코뮌인 라욜의 이름에서 따왔다. 현지에서는 라 욜로(오크어: la Guiòla)라 불리기도 한다.

## 같이 보기
- 푸름 당베르